# Aéroport de Djanet - Tiska
L'aéroport de Djanet - Tiska (code IATA : DJG • code OACI : DAAJ), baptisé en 2022 du nom de Cheikh Amoud Ben el Mokhtar, est un aéroport international et une base aérienne algérien, situé à 30 km au sud de Djanet, à  l'extrême sud-est de l'Algérie à en environ 1 800 km d'Alger aux confins de l'Algérie, proche des frontières de la Libye et du Niger.

## Carte des aéroports de l'Algérie
| \| 100 km1:14 790 000 \| Adrar Alger Annaba Batna Béjaïa Biskra Boufarik Chlef Constantine Ghardaïa Hassi Messaoud In Amenas Jijel Oran Sétif Tamanrasset Tébessa Tlemcen Béchar Bordj Mokhtar Djanet El Bayadh El Goléa El Oued Illizi In Salah Ghriss Ouargla Tiaret Timimoun Tindouf Touggourt |
| 100 km1:14 790 000 |

Carte statique des aéroports d'Algérie.Carte dynamique des aéroports d'Algérie.

## Histoire
L’aéroport de Djanet est un aéroport civil international et militaire desservant la ville de Djanet et sa région (le sud-est de la wilaya d'Illizi). L’aéroport de Djanet a été nommé Tiska, du nom du mont situé à environ 50 km au sud de l'aéroport et culminant à 1 553 m d'altitude. Il permet ainsi l'accès au massif du Tassili n'Ajjer et au parc culturel du Tassili. 
L’aéroport est géré par l'EGSA d'Alger.
Dans la nuit du 8 au 9 novembre 2007, une attaque par un groupe armé non identifié contre les avions a eu lieu sur l'aéroport de Djanet faisant des dommages matériels mineurs.
En mars 2022, l'aéroport est baptisé du nom du chef touareg Cheikh Amoud Ben el Mokhtar.

## Infrastructures liées

### Pistes
L’aéroport dispose de deux pistes en béton bitumineux, la première d'une longueur de 3 000 m et la seconde longueur de 2 400 m.

## Compagnies aériennes et destinations
| Compagnies       | Destinations |
| ---------------- | --- |
| Air Algérie      | - Alger-Houari-Boumédiène, - Constantine-Mohamed-Boudiaf, - El Oued (Guemar), - Illizi-Takhamalt, - Oran-Ahmed-Ben-Bella, - Ouargla, - Tamanrasset |
| Tassili Airlines | Alger-Houari-Boumédiène, Illizi-Takhamalt |

Actualisé le 18/08/2023

## Accès
L'aéroport est accessible uniquement en voiture ou en quats quats.